# Romina Yan
Romina Yankelevich (5 tháng 9 năm 1974 – 28 tháng 9 năm 2010), được biết đến nhiều hơn với tên Romina Yan, là một nữ diễn viên, nhà biên kịch, ca sĩ và vũ công người Argentina. Bà xuất hiện lần đầu trên truyền hình trong chương trình Jugate Conmigo, và được biết đến nhiều nhất với vai diễn Belén Fraga trong loạt phim thành công quốc tế Chiquititas (cũng như trên sân khấu, trong các bài thuyết trình âm nhạc hàng năm) do mẹ bà Cris Morena tạo ra. Bà mất năm 2010, ở tuổi 36, sau khi bị đau tim.

## Cuộc sống gia đình và cá nhân
Yan được sinh ra với các diễn viên, đạo diễn truyền hình và nhà sản xuất truyền hình Gustavo Yankelevich và Cris Morena (nhũ danh María Cristina de Giacomi). Bà là chị gái của đạo diễn, nhà sản xuất và biên kịch Tomás Yankelevich.Tomás Yankelevich. Gia đình của cha bà là người gốc Do Thái.
Yan kết hôn với nhà sản xuất kỹ thuật Darío Giordano vào ngày 27 tháng 11 năm 1998. Họ có ba con.

## Nghề nghiệp
Lần xuất hiện đầu tiên của Romina Yan trên truyền hình Argentina là vào năm 1991, khi đó bà bé mười sáu tuổi xuất hiện với tư cách là một vũ công trong một chương trình có tên Jugate Conmigo ("Come Play With Me"). Hai năm sau đó, vào năm 1994, bà xuất hiện lần đầu với tư cách là một nữ diễn viên, với tên "Lorena Picabea" trong Mi Cuñado ("Anh rể của tôi"). Romina Yan tiếp tục làm việc như một nữ diễn viên truyền hình khi bà đóng "Sol Iturbe" trong một chương trình khác năm 1994, Quereme ("Love Me").
Đến cuối năm 1994, mẹ bà đã làm việc với một công ty truyền hình lớn nhất của Argentina, Telefe, để tạo ra một vở opera xà phòng cho trẻ em. Chiquititas là câu chuyện về cuộc sống của một nhóm trẻ mồ côi sống trong một trang viên được gọi là Rincón de Luz. Yan đóng vai chính trong chương trình với vai Belén, giám đốc của nhà mồ côi và là người mẹ của những đứa trẻ mồ côi. Bà cũng thể hiện Belén trên sân khấu, trong các buổi thuyết trình âm nhạc hàng năm của chương trình. Chiquititas đánh bại địa vị nổi tiếng của Yan bên ngoài Argentina. Bà đã nghỉ hưu từ loạt phim năm 1998, tạm dừng hoạt động trước khi trở lại truyền hình Argentina năm 2000, khi bà đóng "Jessica" trong một chương của chương trình truyền hình hồi hộp, Chung kết Tiempo ("Khoảnh khắc cuối cùng"). Bà hợp tác vào năm 2001 cùng với Susana Giménez trong một chương trình tạp kỹ mang tên sau này.